# Терск, Роберт Брент
Роберт Брент Тирск (род. 17 августа 1953, Нью-Уэстминстер) — канадский инженер и астронавт канадского космического агентства.
Получил учёные степени: бакалавра наук в Университете Калгари (1976 год), магистра наук в Массачусетском технологическом институте (1978 год) и доктор медицины в Университете Макгилла (1982 год).
Принимал участие в феврале 1994 года в 7-дневном эксперименте по имитации космического полёта CAPSULS в Торонто. С 11 по 21 октября 2002 года принимал участие в миссии НАСА по операциям в экстремальной окружающей среде (NEEMO 7).

## Карьера астронавта
5 декабря 1983 года Роберт Тирск прошёл отбор в первый набор канадских астронавтов.
Свой первый космический полёт совершил на шаттле «Колумбия» в качестве специалиста по полезной нагрузке миссии STS-78 c 20 июня по 7 июля 1996 года. Продолжительность полёта составила 16 суток 21 час 47 минут 36 секунд.
2 февраля 2008 года НАСА официально назначило Роберта Тирска в 20-й долговременный экипаж МКС в качестве бортинженера. Экипаж был отправлен к станции 27 мая 2009 года на космическом корабле «Союз ТМА-15».
Статистика
| # | Стартовый корабль | Старт, UTC        | Экспедиция     | Корабль посадки | Посадка, UTC      | Налёт                        | Выходы в открытый космос | Время в открытом космосе |
| - | ----------------- | ----------------- | -------------- | --------------- | ----------------- | ---------------------------- | ------------------------ | ------------------------ |
| 1 | Колумбия STS-78   | 20.06.1996, 14:49 | STS-78         | Колумбия STS-78 | 07.07.1996, 12:36 | 16 суток 21 час 47 минут     | 0                        | 0                        |
| 2 | Союз ТМА-15       | 27.05.2009, 10:34 | МКС-20, МКС-21 | Колумбия STS-78 | 01.12.2009, 12:36 | 187 суток 20 часов 41 минута | 0                        | 0                        |
|   |                   |                   |                |                 |                   | 204 суток 18 часов 28 минут  | 0                        | 0                        |

## Награды
- Медаль «За заслуги в освоении космоса» (12 апреля 2011 года, Россия) — за большой вклад в развитие международного сотрудничества в области пилотируемой космонавтики[4]

## Личная жизнь

### Семья
Женат, трое детей.

### Увлечения
Сквош, игра на пианино, времяпровождение с семьей, полёты. Радиолюбитель с позывным VA3CSA.